# Nephi
Nephi è una città degli Stati Uniti d'America, nello Stato dello Utah, nella Contea di Juab.